# Anurie
Anuria (lipsa urinii) reprezintă suprimarea secreției urinare (incapacitatea de a se forma sau excreta urină de către rinichi) pentru mai mult de 8 ore, vezica urinară fiind goală, sau urinarea de mai puțin de 3 ori pe zi, volumul urinar fiind mai mic de 100 ml în 24 de ore la adult (în cazul nou născuților, se constată lipsa urinii la nivelul scutecului).
Anuria nu trebuie confundată cu retenția de urină, în care vezica urinară se umple dar nu se golește în mod natural, dar sondajul vezical permite extragerea urinii.
Cauza poate fi infecțioasă, toxică sau medicamentoasă - sau o deshidratare puternică.

## Etiologie
- Insuficiență renală acută
- Litiază renală obstructivă bilaterală sau la un singur rinichi
- Starea de șoc